# Habrovany (Ústí nad Labem-i járás)
Habrovany település Csehországban, az Ústí nad Labem-i járásban. Habrovany Stebno, Žim és Řehlovice településekkel határos. Lakosainak száma 230 fő (2024. január 1.).

## Népesség
A település lakosságának változását az alábbi diagram mutatja:
| Lakosok száma | 270  | 237  | 266  | 145  | 138  | 185  | 221  | 217  | 221  | 230  |
|               | 1869 | 1890 | 1921 | 1950 | 1980 | 2001 | 2017 | 2019 | 2022 | 2024 |